# Leticia Perdigón
Guadalupe Leticia Perdigón Labrador (Ciudad de México, 7 de agosto de 1956) es una actriz de cine y televisión mexicana que ha aparecido en más de 40 programas de televisión y 70 películas desde 1972.

## Biografía
Comienza su carrera actoral con la película Eva y Darío en 1973, actuando al lado de la primera actriz Ana Luisa Peluffo, el primer actor Joaquín Cordero, Lilia Michel, y la también primera actriz Norma Lazareno. Dicha cinta fue su primera aparición en pantalla grande, aunque anteriormente en ese mismo año, había trabajado en la telenovela Mi rival.
En 1974 (18 de abril) protagonizó junto a Pedro Regueiro la fotonovela "Cita con el destino" en la edición #342 de la revista Capricho.
Ese mismo año 1974 trabaja en dos de sus más notables películas: Presagio, de Luis Alcoriza, coescrita con el premio Nobel Gabriel García Márquez y donde actuó junto a las primeras figuras David Reynoso, Lucha Villa, Pancho Córdova, Carmen Montejo, Enrique Lucero, Gloria Marín y José Gálvez; filma también La otra virginidad, donde actúa con importantes actores como: Valentín Trujillo, Meche Carreño, Víctor Manuel Mendoza, Rita Macedo y Eduardo Noriega. En 1975 filma igualmente Bellas de noche, la primera película de "ficheras" que se hizo en México, donde actúa otra vez al lado de Pancho Córdova, Rosa Carmina, Jorge Rivero, Enrique Novi y Mario García Hernández; y el filme Las fuerzas vivas, una cinta con un reparto multiestelar, dirigida por el maestro Luis Alcoriza.
En 1976 interviene como protagonista en la película Coronación, junto a Ernesto Alonso, Sergio Jiménez, Aarón Hernán, Carmen Montejo, Raquel Olmedo e interviene también en Longitud de guerra, donde actúa junto a Víctor Alcocer, Mario Almada, Fernando Balzaretti, Pancho Córdova, Jaime Fernández y José Gálvez.
Posteriormente trabaja en Lagunilla, mi barrio, cinta filmada en 1981, donde junto a Manolo Fábregas, Lucha Villa, Héctor Suárez, Raúl Meraz, Carmen Molina, Queta Lavat, y Jorge Fegán y su secuela: Lagunilla 2, filmada dos años más tarde, en 1983.
En 1992, filma Anoche soñé contigo, con Socorro Bonilla, Martín Altomaro, José Alonso y Patricia Aguirre.
Ha trabajado en telenovelas como Al diablo con los guapos de Televisa versión mexicana del éxito argentino Muñeca brava.
En 2009 encarnó a 'Leonor', madre del protagonista de la exitosa telenovela Hasta que el dinero nos separe.
Realizó en 2010 una participación especial para el final de  Niña de mi corazón.
Para el 2011 se integra con Rosy Ocampo a su nueva producción La fuerza del destino, donde interpreta a 'Arcelia', una mujer humilde, buena y maternal preocupada porque su hijo anda en malos pasos.
En 2012 inicia las grabaciones de Por ella soy Eva, nuevo melodrama de Rosy Ocampo donde se convierte en 'Silvia', una mujer dispuesta a aguantarlo todo en su matrimonio con un hombre machista, pues se casó para toda la vida.
En 2013 vuelve a trabajar con Ocampo, ahora en la telenovela Mentir para vivir, donde interpreta a Matilde Aresti de Camargo; y ese mismo año hace una participación especial en la telenovela Qué pobres tan ricos también con Rosy Ocampo.
En 2014 trabaja con Nathalie Lartilleux, en la versión de La gata de 1970 fusionada con Rosa salvaje de 1987 y Cara sucia de 1992.
En 2015 se integra a la producción de Nicandro Díaz González, Hasta el fin del mundo dando a vida a Guadalupe Sánchez "Doña Lupe", papel que antes interpretaba la actriz María Rojo, quien salió por asuntos personales.

## Filmografía

### Telenovelas
- Papás por conveniencia (2024-2025) - Bertha Barajas[3]
- El Conde: amor y honor (2024) - Adela
- Marea de pasiones (2024) - Amanda
- Vencer el pasado (2021) - Sonia Vidal de Sánchez[4][5]
- Sin miedo a la verdad (2019-2020) - Reclusa
- Silvia, frente a ti (2019) - Eva, maquillista
- Por amar sin ley (2018-2019) - Susana de López
- Papá a toda madre (2017) - Catalina Sánchez Moreno
- Tres veces Ana (2016-2017) - Doña Chana Morales[6]
- Hasta el fin del mundo (2014-2015) - Guadalupe Sánchez Guerrero, "Lupita" #2[7]
- La gata (2014) - Leticia, "la Jarocha"[8]
- Qué pobres tan ricos (2013-2014) - Refugio Mendoza, "Cuca"
- Mentir para vivir (2013) - Matilde Aresti de Camargo[9]
- Por ella soy Eva (2012) - Silvia Romero Ruiz
- La fuerza del destino (2011) - Arcelia viuda de Galván, "Celia"
- Niña de mi corazón (2010) - Refugio, "Cuca"
- Camaleones (2009-2010) - Mirta
- Hasta que el dinero nos separe (2009-2010) - Leonor Núñez de Medina
- Al diablo con los guapos (2007-2008) - Socorro / Amparo Rodríguez
- Código postal (2006-2007) - Esperanza Gutiérrez
- Rebelde (2004-2006) - Mayra Fernández
- Así son ellas (2002-2003) - Margarita Saavedra Corcuera
- Salomé (2001-2002) - Lola
- Primer amor... a mil x hora (2000) - Catalina Guerra de Luna
- Nunca te olvidaré (1999) - Gudelia
- Desencuentro (1997-1998) - Chaquira
- Acapulco, cuerpo y alma (1995-1996) - Rita
- María José (1995) - Esther
- Clarisa (1993) - Aurelia
- Carrusel de las Américas (1992)
- Rosario (1991)
- Balada por un amor (1989-1990) - Lucía Allende
- El cristal empañado (1989) - Mercedes
- El principio (1987-1988) - Claudia Guadalajara
- El camino de la vida (1985-1986)
- Descontrol (1986) - Fedra
- Amalia Batista (1983-1984) - Reina
- Profesión: Señora (1983)
- Vivir enamorada (1982-1983) - María
- El hogar que yo robé (1981)
- Al rojo vivo (1980-1981) - Emilia
- Los ricos también lloran (1979-1980) - Lili
- Cumbres Borrascosas (1979) - Estrella
- Viviana (1978) - Azafata
- Gotita de gente (1978) - Sofía
- Mundos opuestos (1976-1977) - Beba
- Mundo de juguete (1974-1977) - Irma
- Mi rival (1973)

### Series
- Está libre (2023) - Myrna[10]
- Amores que engañan (2022-2023) - 2 episodios
- Esta historia me suena (2022-2023) - 2 Episodios[11][12]
- Como dice el dicho (2011-2017) - Lidia / Soraya / Amalia / Estela
- Mujeres asesinas (2010) - Margarita "Maggie" Olvera "Maggie, pensionada"[13]
- La rosa de Guadalupe (2008-2024) - Martha / Carmen / Doña Clemencia (episodio: la flor más bella del jardín)
- Hermanos y detectives (2010) - Mamá de Sebastián
- Adictos (2009) - Teté
- ¿Qué nos pasa? (1998)
- Mujer, casos de la vida real (1993-2007)
- La telaraña (1989) - Mara
- Las solteras del 2 (1987-1988) - Luisa
- Cosas de casados (1985) - Leticia
- Fiebre del 2 (1978) - Leticia

### Cine
- Angeles de la noche (2014) - Fernanda
- Muy perronas las muchachas (2006) - Paloma
- Sexo, sudor y risas (2001)
- Un pájaro escondido (1997)
- Asesino misterioso (1997) - Amalia
- Ruta 100 (1996)
- Balazos en la capirucha (1996) - Helena
- Doble indemnización (1996) - Rosario
- Las alas del pez (1995)
- Fuera ropa (1995) - Licenciada Ocampo
- Juego limpio (1996) - Silvia
- Luna de hiel (1994) - Martha
- La asesinadita (1994)
- Ya la hicimos (1994) - Virginia
- S.I.D.A., síndrome de muerte (1993) - Carmen
- Un paso al cielo (1993)
- Dos fantasmas sinvergüenzas (1993)
- El cuento de nunca acabar (1992)
- Con la muerte en los ojos (1992)
- El oficio (1992)
- Las borrachas 2: Borrachas de pulquería (1992) - Nachona
- Los Panaderos (1992) - Sonia
- Anoche soñé contigo (1992) - Azucena
- Infierno verde 1991)
- Golpe brutal (1991) - Patricia Cervantes
- La mestiza (1991)
- Pelearon diez rounds (1991) - María
- El mutilador (1991) - Lorena
- Los reptiles (1991)
- Acosado (1991)
- ...Y Melón se comió las plumas (1990)
- Mafiosos corporativos (1990)
- El bolas (1990)
- Pelo gallo (1990) - Carmen
- Escoria otra parte de ti (1990) - Norma
- El garañón 2 (1990)
- Pánico en el bosque (1989) - Carmen
- Bandas guerreras (1989)
- Ejecutor de narcos (1989) - Angélica
- El día de las sirvientas (1989)
- Las borrachas (1989) - Linda
- El chácharas (1989)
- Muerte, miseria y pecados (1988)
- La ley del coyote (1988)
- Alicia en el país del dólar (1988)
- El vergonzoso (1988)
- Día de muertos (1988) - Martha
- Matadero (1987)
- Amenaza roja (1985)
- Más vale pájaro en mano (1985) - Lucero
- Adiós Lagunilla, adiós (1984) - Rita
- Lagunilla 2 (1983) - Rita
- El día que murió Pedro Infante (1982) - Elsa
- Lagunilla, mi barrio (1981) - Rita
- Angel del barrio (1981) - Marga
- Misterio (1980) - Maria Luisa
- El jardín de los cerezos (1978) - Ana
- La hora del jaguar (1978) - Alicia
- Longitud de guerra (1976) - Magdalena Ortega
- Coronación (1976) - Estela
- ¿Y ahora qué, señor fiscal? (Muchachos de barrio) (1975) - Paloma (estrenada 20/12/1977)
- México, México Ra Ra Ra (1975) - Matilde (estrenada 04/02/1976)
- Las fuerzas vivas (1975) - Hna. Gaytán
- La montaña del diablo (1975) - Marcelina
- Yo fui violada (1975) - Elba (estrenada 01/01/1976)
- Bellas de noche (1974) - Lupita (estrenada 25/09/1975)
- La otra virginidad (1974) - Eva (estrenada 24/04/1975)
- Presagio (1974) - Chica pueblerina (estrenada 13/02/1975)
- Capulina contra las momias (1973) - Momia rejuvenecida
- Eva y Darío (1973) - Amiga de Eva
- Me he de comer esa tuna (1972) - Colegiala

## Premios y nominaciones

### Premios TVyNovelas
| Año  | Categoría                 | Telenovela        | Resultado |
| ---- | ------------------------- | ----------------- | --------- |
| 2014 | Mejor actriz de reparto   | Mentir para vivir | Nominada  |
| 2006 | Mejor actriz de reparto   | Rebelde           | Nominada  |
| 1983 | Mejor revelación femenina | Vivir enamorada   | Nominada  |

### Premios Ariel
| Año  | Categoría                  | Proyecto            | Resultado |
| ---- | -------------------------- | ------------------- | --------- |
| 1997 | Mejor coactuación femenina | Juego limpio        | Nominada  |
| 1996 | Mejor coactuación femenina | Doble indemnización | Nominada  |
| 1975 | Mejor actriz               | La otra virginidad  | Nominada  |